# Thetford
Thetford ist eine Stadt und ein Verwaltungsbezirk (parish) in der Grafschaft Norfolk im District Breckland. Es liegt an der A11 road, einer Hauptstraße zwischen Norwich und London, südlich des Waldgebietes Thetford Forest. Bei der Volkszählung 2001 wurden 21.588 Einwohner für die Stadt Thetford ermittelt.

## Geschichte

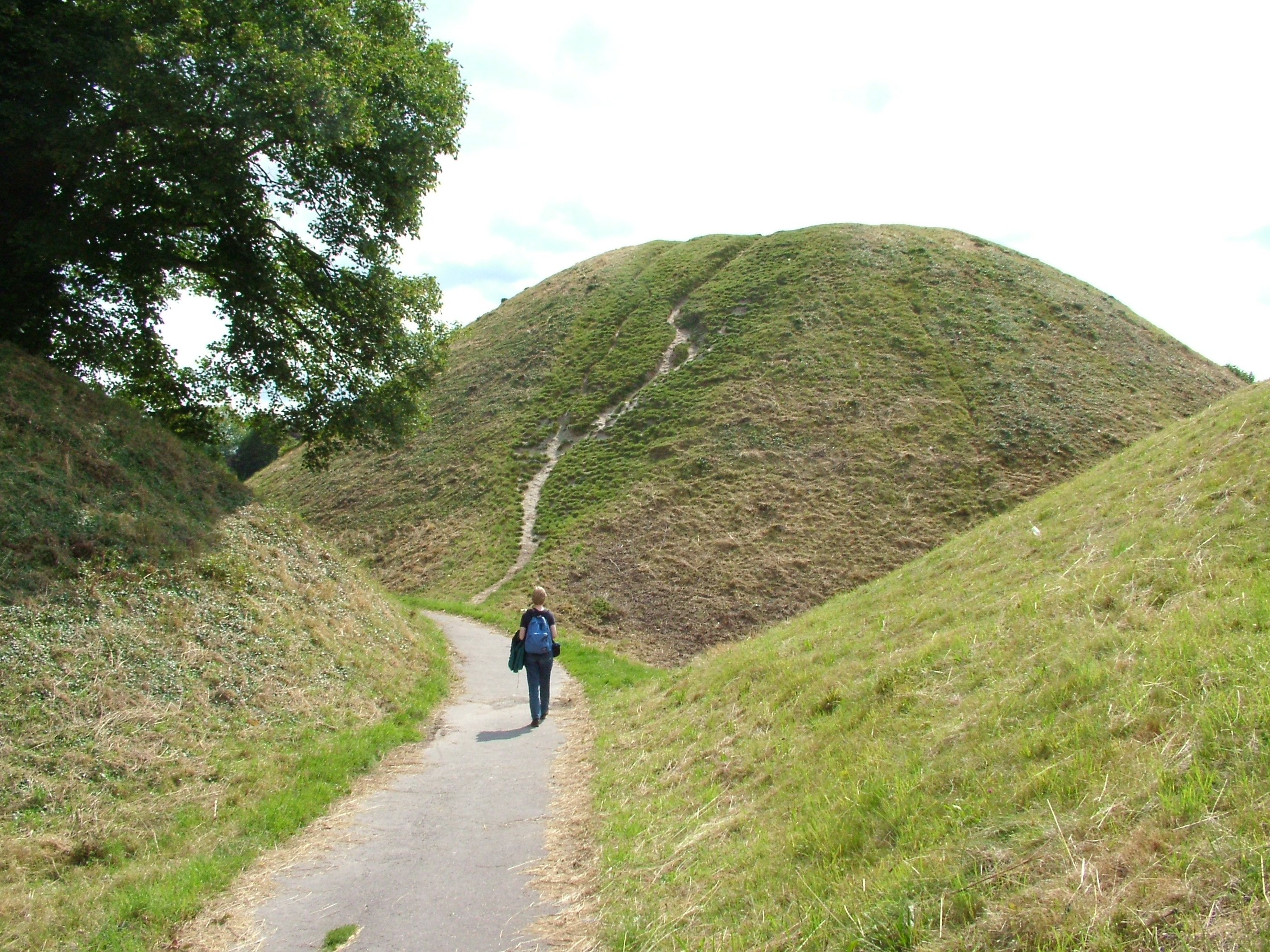
Castle Hill

Thetford wird traditionell für die Residenz von Boudicca, Königin der Icener, gehalten. Die Icener waren ein keltischer Stamm, der in Norfolk und Teilen von Cambridgeshire lebte. Archäologische Ausgrabungen haben gezeigt, dass der Ort ein wichtiges Stammeszentrum während der späten Eisenzeit und der frühen römischen Epoche war. Während der Ausgrabungen wurde ein Zeremonienhain entdeckt. Der Icknield Way, eine römische Straße, führte durch Thetford.
Aus Thetford stammt ein bedeutender archäologischer Fundkomplex, der spätrömische Schatz von Thetford und die Thetford-Ware.
Thetford war eine wichtige Furt durch die Little Ouse und erhielt seinen Namen aus dem angelsächsischen Theodfurt oder Volksfurt. Der in der Nähe fließende Fluss Thet wurde nach der Stadt benannt.
In der angelsächsischen Zeit war Thetford sowohl Sitz der Könige von East Anglia als auch Bischofssitz. 869 war Thetford das Winterlager des Großen Heeres, einer dänischen Wikingerarmee, die im darauf folgenden Jahr nach der Schlacht von Hoxne und dem Tod des letzten eastanglischen Königs Edmund ganz East Anglia in ihr Herrschaftsgebiet, das spätere Danelag, eingliederte. East Anglia hörte damit auf, als selbständige Einheit zu bestehen. Auch im Domesday Book, das nach der normannischen Eroberung Englands entstand, wird Thetford 1085 erwähnt. Auf dem Castle Hill, der höchsten Motte Englands errichteten die Normannen eine Turmhügelburg.
1103 wurde durch den anglonormannischen Adligen Roger Bigod ein Kloster in Thetford gegründet. Durch die Säkularisation der englischen Klöster unter Heinrich VIII. (König 1509–1547) wurde die Abtei, die im Mittelalter durch ein Marienwunder Anziehungspunkt für Pilger wurde, jedoch 1536 aufgelöst und verfiel.

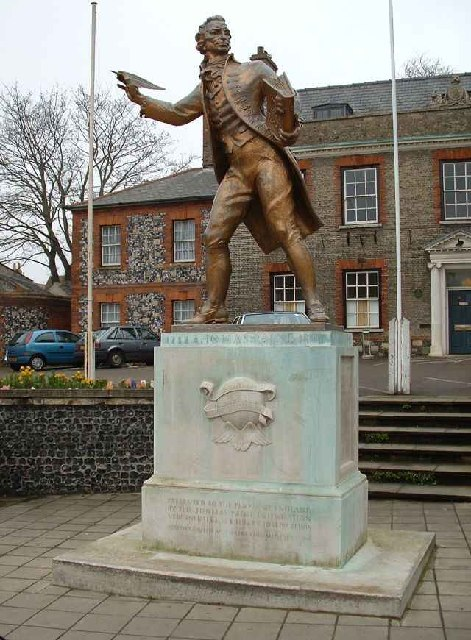
Statue von Thomas Paine

Thetford ist der Geburtsort von Thomas Paine (1737–1809), einem der Gründerväter der Vereinigten Staaten. An ihn erinnert eine Statue in der King Street, die eine Feder und sein bekanntes Buch „Die Rechte des Menschen“ (The Rights of Man) hält. Dieses Buch machte die Französische Revolution auch außerhalb Frankreichs populär.

## Veranstaltungen
Thetford ist Gastgeber des jährlichen Autumn Equinox Festival für Astronomie. In Thetford findet auch die UK’s Star Party statt, da der Ort in einer ländlichen Gegend mit wenig störendem künstlichen Licht liegt und dadurch einen dunklen Nachthimmel, der zur Sternbeobachtung gut geeignet ist, aufweist. Ein jährlich stattfindendes Konzert namens STORM ist ebenso in Thetford zu Hause.

## Verkehr

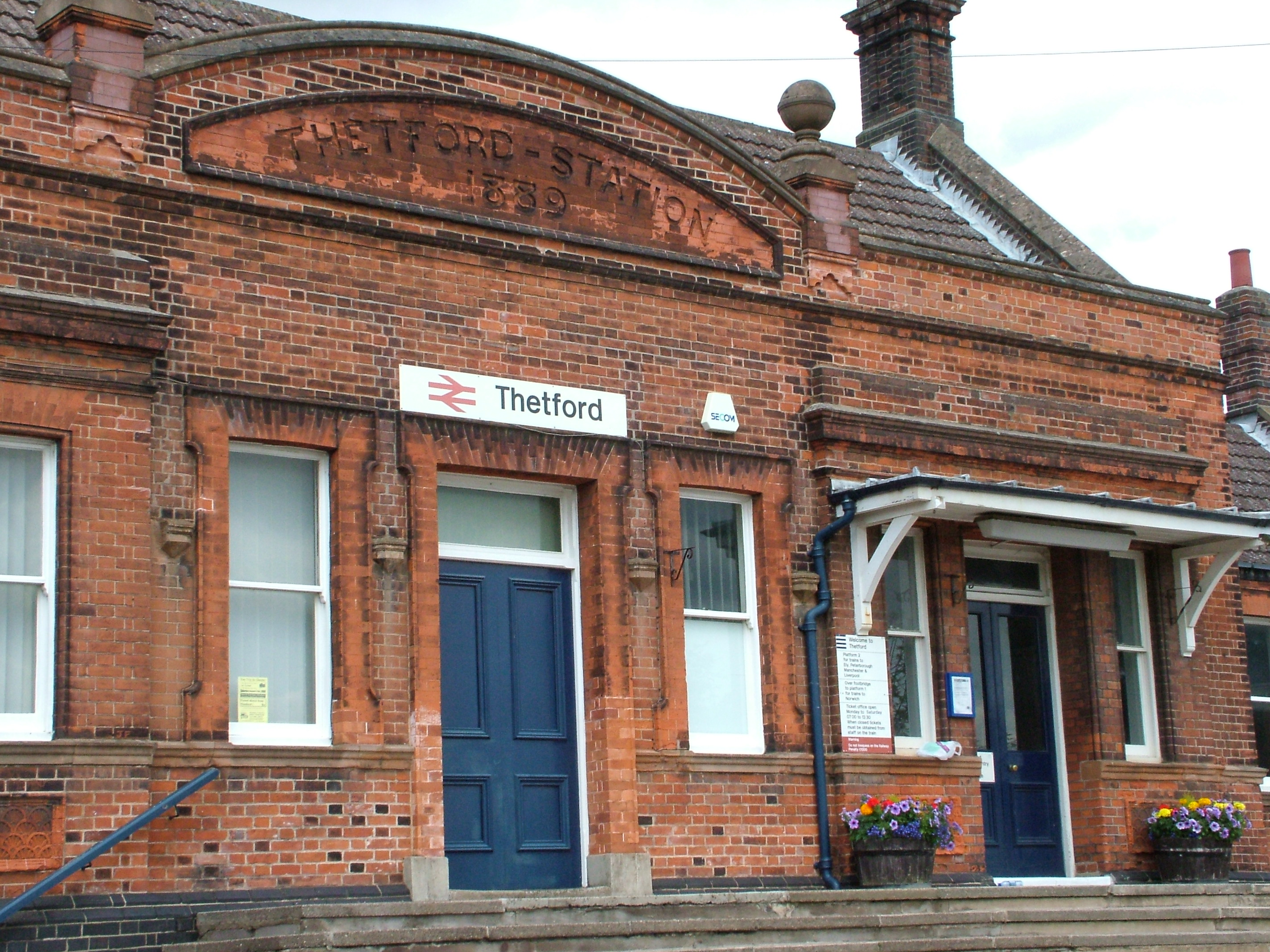
Thetford Station

Thetford liegt an der A11 zwischen Norwich und London. In den 1990er Jahren wurde eine Ortsumgehung gebaut.
Der zwischen Norwich und Cambridge verlaufende Eisenbahnverkehr bedient den Bahnhof von Thetford. Ein Abzweig nach Bury St Edmunds wurde jedoch in den 1960er Jahren wegen Unrentabilität geschlossen.
Der nationale Fahrradweg 13 führt von Thetford nach Gately nahe Fakenham.

## Industrie
Die Firma Tulip International, einer der größten britischen Produzenten von Schinken und Schweinefleisch, betreibt in Thetford eine Produktionsstätte. Das Werk wurde 1966 eröffnet. 2007 wurde die Produktion von Schinken eingestellt, jedoch werden gebratene Produkte weiterhin hier hergestellt.

## Sehenswürdigkeiten

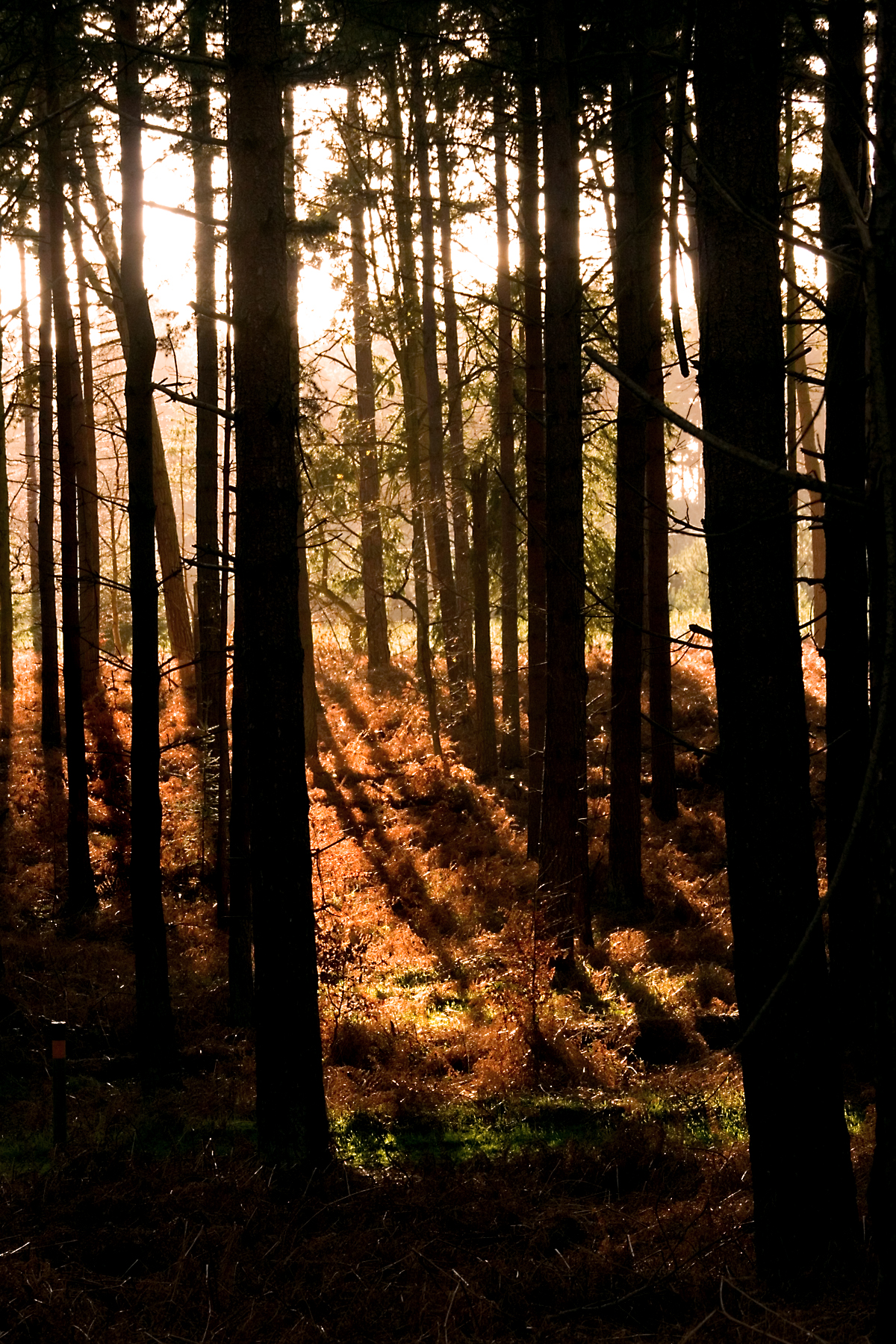
Thetford Forest

Castle Hill ist ein künstlicher Hügel aus der Eisenzeit. Im Mittelalter trug er eine normannische Turmhügelburg. Heute liegt der Hügel in einem öffentlich zugänglichen Park und von seiner Spitze hat man einen weiten Blick über Thetford.
Thetford Abbey sind die Ruinen eines 1536 aufgelösten Klosters, die von Parkanlagen umgeben sind. Es war zu seiner Zeit eines der bedeutendsten Klöster in Ostengland. Nach einer Marienerscheinung wurde beschlossen, der Jungfrau eine Kapelle zu bauen. Während des Baus fand man in einer alten Statue Reliquien, die den Ort zu einer Wallfahrtsstätte machten. Obwohl hier einige frühe Mitglieder der Tudor-Dynastie begraben waren, schützte auch das nicht vor der Auflösung des Klosters durch Heinrich VIII. Erhalten sind Ruinen der Kirche, der Klostergebäude, der Abtswohnung und ein komplettes Torhaus aus dem 14. Jahrhundert.
Weiterhin ist die Stadt für ihre Portugiesischen und osteuropäischen Geschäfte und Cafés bekannt.
Rund um die Stadt wurde nach dem Ersten Weltkrieg der Thetford Forest angelegt. Ziel war es, Holzvorräte zu schaffen. Durch den Krieg war vor allem Holz langsam wachsender Arten wie Eiche, Buche oder Esche knapp geworden.
In der Nähe von Thetford bei Brandon liegt auch Grimes Graves, ein jungsteinzeitliches Feuersteinbergwerk.

## Sport
In dem Dorf Euston bei Thetford befindet sich Euston Park Endurance, eine internationale Wettkampfstätte für das Distanzreiten. Dort wurden 2012 die Weltmeisterschaft im Distanzreiten ausgetragen.

## Partnerstädte
- Hürth, bei Köln, Deutschland
- Skawina, bei Krakau, Polen
- Spijkenisse, bei Rotterdam, Niederlande
- Les Ulis, bei Paris, Frankreich

## Persönlichkeiten
- Thomas Paine (1737–1809), politischer Intellektueller und einer der Gründerväter der Vereinigten Staaten
- Paul Tamasy (* 1964), Drehbuchautor und Filmproduzent